# Parsonsia goniostemon
Parsonsia goniostemon là một loài thực vật có hoa trong họ La bố ma. Loài này được Hand.-Mazz. mô tả khoa học đầu tiên năm 1934.